# 天津市人口和计划生育委员会
天津市人口和计划生育委员会是中华人民共和国天津市人民政府主管人口和计划生育工作的组成部門。

## 下属机构
- 办公室
- 政策法规处
- 人事处
- 规划统计处
- 宣传教育处
- 科学技术处
- 流动人口管理处
- 财务审计处
- 机关党委[1]

## 直属单位
- 天津市计划生育研究所
- 天津市计划生育宣传教育中心
- 天津市人口情报中心
- 《人口与家庭》编辑部
- 天津市计划生育药具管理站
- 天津市计划生育干部培训中心
- 天津市计划生育协会
- 天津人口学学会
- 天津市人口福利基金会[2]